# غوستابو روخاس بينيا
غوستابو روخاس بينيّا (بالإسبانية: Gustavo Rojas Pinilla) ـ (12 مارس 1900 ـ 17 يناير 1975) هو الرئيس التاسع عشر لكولومبيا بين عامي 1953 و1957. تولى السلطة في أعقاب انقلاب قاده سنة 1953.

## الانقلاب والرئاسة
في 13 يونيو 1953 قاد روخاس انقلابًا على الرئيس لوريانو غوميث كاسترو بدعوى إقرار السلام والاستقرار السياسي في البلاد،، ففرض القانون العسكري وأسس حكمًا ديكتاتوريًا في البلاد، ولم يلبث المجلس التأسيسي الوطني أن أصدر قانونه رقم 1 لسنة 1953 بالاعتراف بقيادة روخاس للبلاد وتعيينه رئيسًا شرعيًا ودستوريًا لليلاد. وقد أجرى روخاس انتخابات رئاسية سنة 1954 انتُخب فيها رئيسًا لكولومبيا.
أصدر روخاس قانونًا منح به المرأة الكولومبية الحق في التصويت، كما أدخل البث التلفزيوني وأنشأ العديد من المستشفيات والجامعات والمرصد الفلكي الوطني، وكان متحمسًا لمشاريع الأشغال العامة والبنية التحتية، وشهد عهده مشروعات ضخمة كمشروع سكك حديد الأطلنطي وسد لبيريخا الكهرومائي ومصفاة النفط في بارّانكابيرميخا.

## الإطاحة به
أطيح به بعد مظاهرات شعبية حاشدة اندلعت في 10 مايو 1957 تذمرًا من سياساته الديكتاتورية، وسميت أحداث ذلك اليوم بانقلاب الرأي العام، وقد تولى حكم البلاد بعد الإطاحة بروخاس مجلس عسكري من خمسة جنرالات على رأسهم الجنرال غابرييل باريس غورديّو.

## الترشح للرئاسة
خاض روخاس الانتخابات الرئاسية مرتين بعد الإطاحة به، كانت الأولى في سنة 1962، حين رشحه حزب التحالف الشعبي الوطني المعارض، وحل روخاس رابعًا في ترتيب الأصوات، ثم أعاد الكرّة سنة 1970، وفي هذه المرة هُزم بفارق ضئيل من الأصوات أمام منافسه ميسائيل باسترانا بوريرو، فأثار هو وأنصاره مزاعم بحدوث تزوير، غير أن المحكمة الانتخابية حسمت الأمر وأقرت النتيجة لصالح بوريرو، الذي صار الرئيس الثالث والعشرين للبلاد.

## روابط خارجية
- غوستابو روخاس بينيا على موقع الموسوعة البريطانية (الإنجليزية)
- غوستابو روخاس بينيا على موقع مونزينجر (الألمانية)